# Arciduca

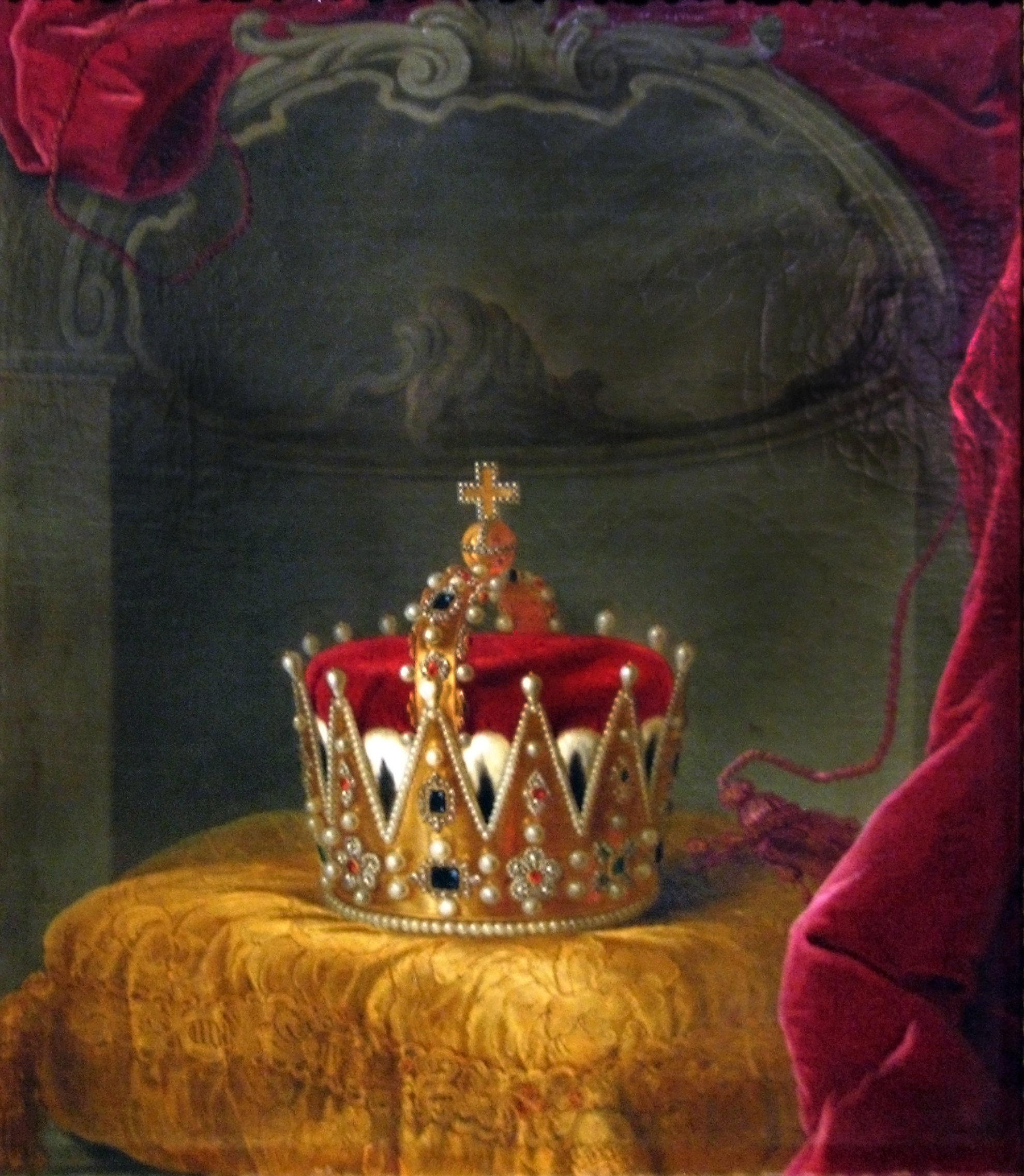
Tocco arciducale, la corona di un arciduca

Arciduca (femminile: Arciduchessa) (tedesco: Erzherzog, femminile: Erzherzogin) è un titolo nobiliare portato dai sovrani Asburgo dell'Arciducato d'Austria e, successivamente, da tutti i membri della dinastia. Denota un rango all'interno del Sacro Romano Impero al di sotto di quello di re e al di sopra di quello di duca.
Il territorio governato da un arciduca o una arciduchessa è chiamato arciducato.

## Storia
Il titolo latino archidux è attestato per la prima volta in riferimento a Bruno I di Colonia che governò contemporaneamente come Arcivescovo di Colonia e Duca di Lotaringia nel X secolo, secondo quanto riportato nell'opera del suo biografo Ruotger per il quale il titolo serviva come un titolo onorifico che denotava la posizione insolita di Bruno piuttosto che un uffizio formale.
Il titolo fu usato sistematicamente solo dal XIV secolo quando il titolo "Arciduca d'Austria" fu inventato in un falso privilegium maius (1358-1359) dal duca Rodolfo IV d'Asburgo. Questi originariamente rivendicava il titolo nella forma palatinus archidux ("arciduca palatino").  Il titolo aveva lo scopo di enfatizzare la pretesa precedenza (quindi "Arch-") del Ducato d'Austria , nel tentativo di mettere gli Asburgo su un livello pari con i Principi elettori del Sacro Romano Impero.